# Bas Van Heur
Bas Van Heur is hoogleraar menselijke geografie aan de Vrije Universiteit Brussel. Hij is directeur van de vakgroep Cosmopolis Centre for Urban Research.
Van Heur studeerde culturele geschiedenis aan de Universiteit Utrecht (2004) en behaalde magna cum laude zijn doctoraat geografie aan de Vrije Universiteit Berlijn (2008).
Hij werkte achtereenvolgens als docent aan de Universiteit Utrecht (2004-2005), Goldsmiths College (2005-2006), Technische Universiteit Berlijn (2007) en als postdoc aan de Universiteit Maastricht (2008-2011). Sinds 2011 is hij verbonden aan de Vrije Universiteit Brussel.
Zijn onderzoek spitst zich toe op de politieke strategie van stedelijke ontwikkelingen, en de rol hier binnen van culturele ontwikkelingen, de creatieve industrieën en de rol van hoger onderwijs op stedelijke  ontwikkeling.